# Joseph Eggleston Johnston
Joseph Eggleston Johnston (Farmville, Virginia, 3. veljače 1807. – Washington, DC, 21. ožujka 1891.), američki general Konfederacije u vrijeme Američkog Građanskog rata.

## Životopis
Johnston je diplomirao na Vojnoj akademiji West Point 1829. god. Borio se u američko-meksičkom ratu te služio u stožeru generala Winfielda Scotta. Po izbijanju građanskog rata 1861., Johnston je imao najviši čin od svih časnika koji su dali otkaz u vojsci SAD-a i prešli u vojsku Konfederacije. Johnston je imenovan zapovjednikom vojske Sjeverne Virginije u dolini Shenandoah.
U prvoj velikoj bitci u ratu Johnston je zaustavio prodor Sjevernjaka prema Richmondu, Virginia u prvoj bitci kod Bull Runa, 21. srpnja 1861. Nakon toga je unaprijeđen u čin generala. Kada je general Unije George McClellan započeo Poluotočnu kampanju u travnju 1862., Johnston se povukao ponovo prema Richmondu. U velikoj bitci kod Seven Pinesa između McClellana i Johnstona, 31. svibnja-1. lipnja 1862., koja je završila neodlučno, Johnston je ranjen pa ga je zamijenio Robert Edward Lee. Krajem godine Johnston je preuzeo zapovjedništvo Konfederacijske vojske u Mississippiju. Unionisti su, pod zapovjedništvom Ulyssesa Granta, napredovali prema Vicksburgu. Johnston je upozorio generala Johna Clifforda Pembertona da grad treba evakuirati, ali je konfederacijski predsjednik Jefferson Davis dao zapovijed da se grad brani pod svaku cijenu. S malom vojskom Johnston nije uspio probiti Grantovu blokadu i Pemberton se predao 4. srpnja 1863.
Iako žestoko kritiziran od Davisa, Johnston je pruzeo zapovjedništvo vojske u Tennesseeju. Suočen s brojnijom i bolje opremljenom vojskom generala Williama Tecumseha Shermana, Johnston je izbjegavao direktnu borbu. U toku opsade Atlante Davis je smijenio Johnstona u srpnju 1864. Johnston je ponovno postavljen na dužnost zapovjednika u Sjevernoj Karolini u veljači 1865. Kada je čuo za predaju Leeja kod Appomattoxa, 4. travnja 1865., Johnston se predao Shermanu kod Durhama, Sjeverna Karolina, 26. travnja 1865., iako mu je Davis naređivao da se ne preda.
Umro je od pneumonije. Jedini poznati spomenik podignut Johnstonu nalazi se u gradu Daltonu u Georgiji.
Napisao je Narrative of Military Operations, kritičku analizu Američkog građanskog rata.